# پیر لگل
پیر لگل (فرانسوی: Pierre Laigle‎؛ زادهٔ ۹ سپتامبر ۱۹۷۰) بازیکن سابق فوتبال اهل فرانسه است.
از باشگاه‌هایی که در آن بازی کرده‌است می‌توان به باشگاه فوتبال لانس، باشگاه فوتبال سمپدوریا، باشگاه فوتبال المپیک لیون، و باشگاه فوتبال مون‌پلیه اشاره کرد.
وی همچنین در تیم ملی فوتبال فرانسه بازی کرده‌است.